# 58098 Quirrenbach
58098 Quirrenbach este o planetă minoră (asteroid) din centura de asteroizi. A fost descoperită pe 9 octombrie 1977 la Observatorul European Austral de Lutz D. Schmadel. 
Obiectul prezintă o orbită caracterizată de o semiaxă mare de 1,9244640028951 UAi, o excentricitate de 0,08, o înclinație de 22,8 ° în raport cu ecliptica.